# Ayumi Onodera
Ayumi Ogasawara (jap. 小笠原 歩, Ogasawara Ayumi; * 25. November 1978 in Tokoro, Tokoro-gun (heute: Kitami), Hokkaidō als Ayumi Onodera (小野寺 歩, Onodera Ayumi)) ist eine japanische Curlerin.
Onodera nahm bei den Olympischen Winterspielen 2002 in Salt Lake City teil. Die Mannschaft belegte den achten Platz. Von 2003 bis 2006 gehörte sie dem damals neugegründeten Team Aomori des Aomori CC an.
Auch bei den Olympischen Winterspielen 2006 in Turin war Onodera Teil des japanischen Curling-Olympiateams. Sie spielte auf der Position des Skip neben ihren Teamkolleginnen Third Yumie Hayashi, Second Mari Motohashi, Lead Moe Meguro und Alternate Sakurako Terada. Das Team belegte den siebten Platz. Hayashi und Motohashi stammen ebenfalls aus Tokoro.
Am 17. Mai 2006 gab sie bekannt, dass sie sich aus dem aktiven Sport zurückzieht, um sich zuerst ihrer Heirat und Familiengründung zu widmen. Jetzt Ayumi Ogasawara heißend kehrte sie am 2007 wieder in dem aktiven Sport zurück als Partnerin von Makoto Tsuruga in der Disziplin des gemischten Doppels. Bei der 1. nationalen Meisterschaft im gemischten Doppel kamen beide in die Endrunde, unterlagen aber Michiko Taira und Kenji Tomabechi, die somit Japans Auswahl für die World Mixed Doubles Curling Championship 2008 wurden.